# Vriesea roberto-seidelii
Vriesea roberto-seidelii är en gräsväxtart som beskrevs av Wilhelm Weber. Vriesea roberto-seidelii ingår i släktet Vriesea och familjen Bromeliaceae. Inga underarter finns listade i Catalogue of Life.